# Бохукалы
Бохукалы (пол. Bohukały) — деревня в Бяльском повете Люблинского воеводства Польши. Входит в состав гмины Тересполь. По данным переписи 2011 года, в деревне проживало 267 человек.

## География
Деревня расположена на востоке Польши, к югу от реки Западный Буг, вблизи государственной границы с Белоруссией, на расстоянии приблизительно 25 километров к северо-востоку от города Бяла-Подляска, административного центра повета. Абсолютная высота — 127 метров над уровнем моря. Через населённый пункт проходит региональная автодорога 698.

## История
По данным на 1827 год имелось 38 дворов и проживало 282 человека. Согласно «Справочной книжке Седлецкой губернии на 1875 год» деревня являлась центром гмины Богукалы Константиновского уезда Седлецкой губернии.
В период с 1975 по 1998 годы деревня входила в состав Бяльскоподляского воеводства.

## Население
Демографическая структура по состоянию на 31 марта 2011 года:
|         | Всего | До трудоспособного возраста | Трудоспособного возраста | Старше трудоспособного возраста |
| ------- | ----- | --------------------------- | ------------------------ | ------------------------------- |
| Мужчины | 144   | 36                          | 84                       | 24                              |
| Женщины | 123   | 30                          | 54                       | 39                              |
| Всего   | 267   | 66                          | 138                      | 53                              |